# Astragalus flexicaulis
Astragalus flexicaulis es una especie de planta del género Astragalus, de la familia de las leguminosas, orden Fabales.

## Distribución
Astragalus flexicaulis se distribuye por Cáucaso.

## Taxonomía
Fue descrita científicamente por D. I. Sosnovskii. Fue publicada en Trudy Tbilissk. Bot. Inst. 12: 232 (1948).